# Vlastní životopis Nicolae Ceaușesca
Vlastní životopis Nicolae Ceaușesca (v rumunském originále Autobiografia lui Nicolae Ceaușescu) je životopisný dokumentární film Andreie Ujică z roku 2010, jenž na základě archivních dokumentů, z nichž některé jsou známé a některé neznámé, vypráví o životě bývalého rumunského prezidenta a o aspektech jeho rodinného života. Film uzavírá trilogii věnovanou konci komunismu v Rumunsku (Videogramele unei revoluții, Cantitate necunoscută).
Televizní archivy a archivy Národního filmového archivu, spolu s některými amatérskými kamerovými záznamy použitými pro film, čítají tisíce hodin, z nichž režisér uvádí, že zhlédl asi 250 hodin. Mnoho sekvencí ve filmu, který je popisován jako „groteskní sociální psychodrama“, je bez zvuku. Režisér na filmu pracoval čtyři roky.

## Ocenění
- Hlavní cena, sekce dokumentárních filmů, filmový festival v Bergenu, Norsko[4]
- Cena sekce Spotlight na každoročním galavečeru „Cinema Eye Honours“[4][5]

## Technické údaje
- Délka originální verze: 180 minut
- Premiéra v Rumunsku: 2010
- Černobílý a barevný.
- Scénář a režie: Andrei Ujică
- Střih a zvukový design: Dana Bunescu
- Archivní výzkum: Titus Muntean
- Vizuální konzultant: Vivi Dragan Vasile (RSC)
- Kolorista: Roberta Raduca
- Producent: Velvet Moraru
- Postavy ve filmu: Nicolae Ceaușescu, Elena Ceaușescuová, Kim Čong-il, Mao Ce-tung, Richard Nixon, Jimmy Carter, Imelda Marcosová, Charles de Gaulle a další.
- Studio: ICON production © 2010

## Festivaly (místa představení filmu)
- Cannes
- Mnichov
- Londýn
- Melbourne
- Toronto